# Daniel of St. Thomas Jenifer

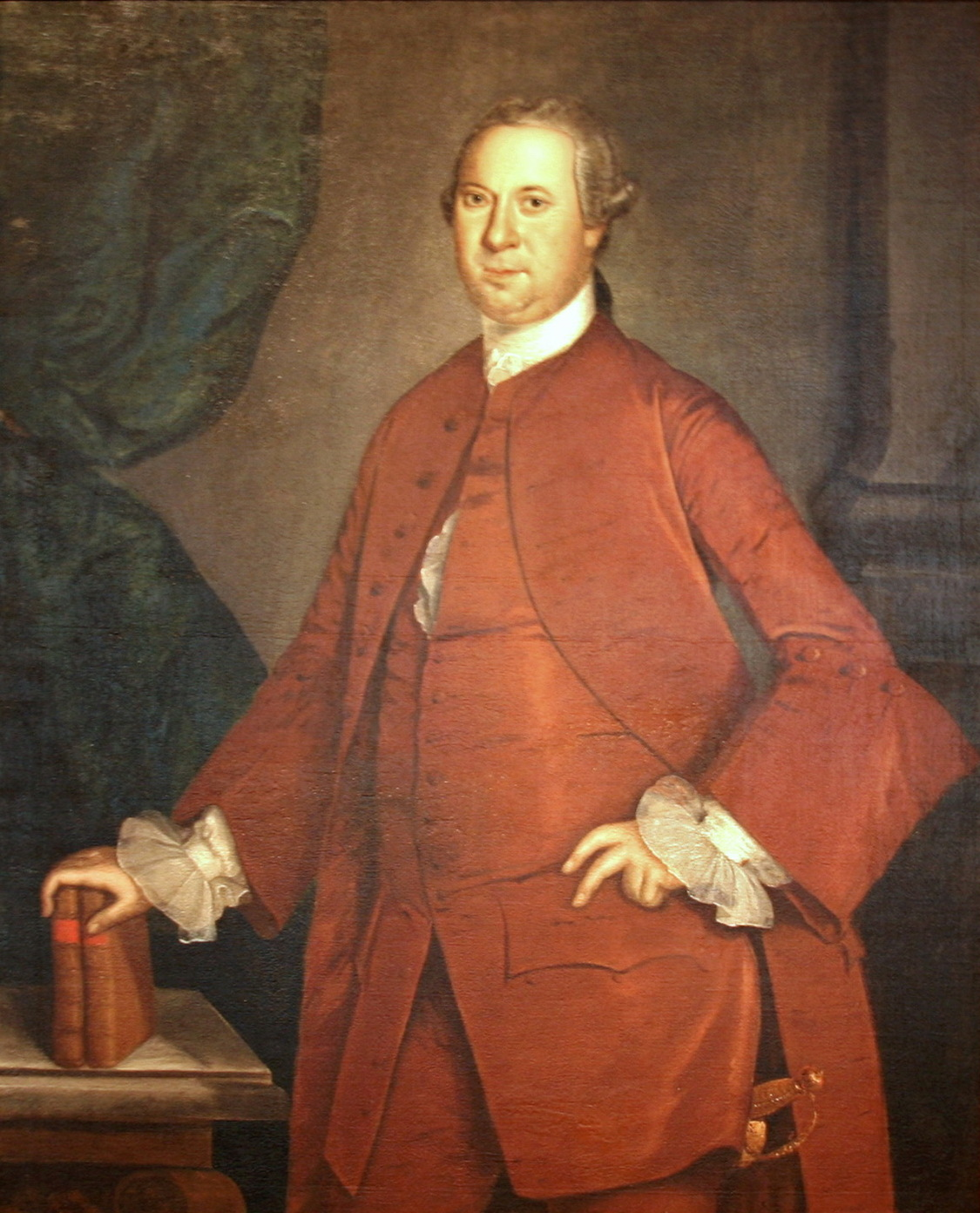
Daniel of St. Thomas Jenifer door John Hesselius

Daniel of St. Thomas Jenifer (Port Tobacco Village (Maryland), 1723 – Annapolis (Maryland), 16 november 1790) was een Amerikaans politicus en een Founding Father van de Verenigde Staten.

## Levensloop
Jenifer was de zoon van een plantage-eigenaar. In zijn jeugd trad hij op als de financieel agent van verschillende plantagehouders. Ook diende hij als rechter. In 1760 zat hij in een commissie die moest beslissen over een grensgeschil tussen Pennsylvania en Maryland. Jenifer had moeite met de bemoeienis van het Britse parlement met de koloniën. Jenifer had vooral bezwaar tegen de hoge belastingen en handelsbeperkingen. In aanloop naar de Amerikaanse Onafhankelijkheidsoorlog steunde hij dus ook de revolutionairen. Hij hield zich bezig met de organisatie van de militie van Maryland.
In de eerste jaren van de onafhankelijkheid hield Jenifer zich bezig met de staatspolitiek van Maryland. Hij was betrokken bij het opstellen van de nieuwe grondwet en was van 1777 tot 1780 de eerste voorzitter van de staatssenaat. Ook was hij van 1782 tot 1785 minister van Financiën van Maryland. Hij vertegenwoordigde de staat van 1778 tot 1782 in het Continental Congress.
Samen met James Madison, John Dickinson en zijn goede vriend George Washington zocht hij naar wegen om de politieke en economische problemen op te lossen die ontstaan waren onder de zwakke Artikelen van Confederatie. Hij bezocht de Mount Vernon Conferentie, een bijeenkomst die voorafging aan de Constitutional Convention. Daar was Jenifer ook bij aanwezig. Vanwege zijn ouderdom moest hij zijn activiteiten beperken. Zelf was hij voorstander van een centrale overheid met veel macht die voor financiële en economische stabiliteit kon zorgen. Hij vond dat het Congres de macht moest hebben om belasting op te leggen. Om de continuïteit te waarborgen was hij er voorstander van leden van het Huis van Afgevaardigden voor een periode van drie jaar te kiezen, in plaats van twee jaar. Te veel verkiezingen zouden volgens hem tot onverschilligheid leiden en de weinig prominente personen die zich verkiesbaar zouden stellen. De Convention koos uiteindelijk voor een periode van twee jaar. Na het aannemen van de Grondwet was Jenifer een van de ondertekenaars.
Na afloop van de Constitutional Convention trok Jenifer zich terug op zijn plantage in de buurt van Annapolis. Hij stierf drie jaar later. In zijn testament gaf hij de opdracht om al zijn slaven zes jaar na zijn dood vrij te laten.
Baldwin · Bassett · Bedford · Blair · Blount · Brearley · Broom · Butler · Carroll · Clymer · Daniel · Dayton · Dickinson · Few · Fitzsimons · Franklin · Gilman · Gorham · Hamilton · Ingersoll · Johnson · King · Langdon · Livingston · Madison · McHenry · Mifflin · G. Morris · R. Morris · Paterson · C. C. Pinckney · Pinckney · Read · Rutledge · Sherman · Spaight · Washington · Williamson · Wilson
- Library of Congress Control Number: nr89011711
- SNAC: w6hr4r2k
- Biographical Directory of the United States Congress: J000079
- Virtual International Authority File: 58926402
- WorldCat: E39PBJtCwjJJbYJPK3GBBFy8G3